# Convocazioni per la Coppa del mondo per club FIFA 2012
Elenco dei giocatori convocati da ciascun club partecipante alla Coppa del mondo per club FIFA 2012.

## Club

### Al-Ahly
Allenatore:  Hossam El-Badry
| N. |                   | Ruolo | Calciatore               |
| -- | ----------------- | ----- | ------------------------ |
| 1  | Egitto (bandiera) | P     | Sherif Ekramy            |
| 2  | Egitto (bandiera) | D     | Saad Samir               |
| 3  | Egitto (bandiera) | D     | Ramy Rabia               |
| 4  | Egitto (bandiera) | D     | Sherif Abdel-Fadil       |
| 5  | Egitto (bandiera) | C     | Shehab El-Din Ahmed      |
| 6  | Egitto (bandiera) | D     | Wael Gomaa               |
| 8  | Egitto (bandiera) | C     | Mohamed Barakat          |
| 9  | Egitto (bandiera) | A     | Emad Moteab              |
| 11 | Egitto (bandiera) | C     | Walid Soliman            |
| 12 | Egitto (bandiera) | D     | Ahmad Shedid Qinawi      |
| 13 | Egitto (bandiera) | P     | Ahmed Adel Abd El-Moneam |
| 14 | Egitto (bandiera) | C     | Hossam Ghaly (capitano)  |

| N. |                       | Ruolo | Calciatore            |
| -- | --------------------- | ----- | --------------------- |
| 15 | Egitto (bandiera)     | A     | Gedo                  |
| 16 | Egitto (bandiera)     | P     | Mahmoud Abou El-Saoud |
| 17 | Egitto (bandiera)     | D     | Sayed Moawad          |
| 18 | Egitto (bandiera)     | A     | Al-Sayed Hamdy        |
| 19 | Egitto (bandiera)     | C     | Abdallah Said         |
| 22 | Egitto (bandiera)     | C     | Mohamed Aboutrika     |
| 23 | Egitto (bandiera)     | D     | Mohamed Nagieb        |
| 24 | Egitto (bandiera)     | D     | Ahmed Fathy           |
| 25 | Egitto (bandiera)     | C     | Hossam Ashour         |
| 26 | Mauritania (bandiera) | A     | Dominique Da Silva    |
| 27 | Egitto (bandiera)     | C     | Trezeguet             |

### Auckland City
Allenatore:  Ramon Tribulietx
| N. |                          | Ruolo | Calciatore       |
| -- | ------------------------ | ----- | ---------------- |
| 1  | Nuova Zelanda (bandiera) | P     | Jacob Spoonley   |
| 2  | Nuova Zelanda (bandiera) | D     | Simon Arms       |
| 3  | Giappone (bandiera)      | D     | Takuya Iwata     |
| 4  | Nuova Zelanda (bandiera) | D     | Riki Van Steeden |
| 5  | Spagna (bandiera)        | D     | Ángel Berlanga   |
| 6  | Nuova Zelanda (bandiera) | C     | Jason Hicks      |
| 7  | Nuova Zelanda (bandiera) | D     | James Pritchett  |
| 8  | Galles (bandiera)        | C     | Christopher Bale |
| 9  | Spagna (bandiera)        | A     | Manel Expósito   |
| 10 | Costa Rica (bandiera)    | A     | Luis Corrales    |
| 11 | Nuova Zelanda (bandiera) | C     | Daniel Koprivčić |

| N. |                               | Ruolo | Calciatore               |
| -- | ----------------------------- | ----- | ------------------------ |
| 12 | Nuova Zelanda (bandiera)      | P     | Tamati Williams          |
| 13 | Nuova Zelanda (bandiera)      | C     | Alex Feneridis           |
| 14 | Inghilterra (bandiera)        | A     | Adam Dickinson           |
| 15 | Nuova Zelanda (bandiera)      | D     | Ivan Vicelich (capitano) |
| 16 | Spagna (bandiera)             | C     | Albert Riera             |
| 17 | Spagna (bandiera)             | C     | Pedro Garcia             |
| 18 | Nuova Zelanda (bandiera)      | P     | Liam Anderson            |
| 19 | Nuova Zelanda (bandiera)      | C     | Daniel Saric             |
| 20 | Argentina (bandiera)          | A     | Emiliano Tade            |
| 21 | Papua Nuova Guinea (bandiera) | C     | David Browne             |
| 22 | Nuova Zelanda (bandiera)      | D     | Andrew Milne             |

### Chelsea
Allenatore:  Rafael Benítez
| N. |                        | Ruolo | Calciatore           |
| -- | ---------------------- | ----- | -------------------- |
| 1  | Rep. Ceca (bandiera)   | P     | Petr Čech (capitano) |
| 2  | Serbia (bandiera)      | D     | Branislav Ivanović   |
| 3  | Inghilterra (bandiera) | D     | Ashley Cole          |
| 4  | Brasile (bandiera)     | D     | David Luiz           |
| 7  | Brasile (bandiera)     | C     | Ramires              |
| 8  | Inghilterra (bandiera) | C     | Frank Lampard        |
| 9  | Spagna (bandiera)      | A     | Fernando Torres      |
| 10 | Spagna (bandiera)      | C     | Juan Manuel Mata     |
| 11 | Brasile (bandiera)     | C     | Oscar                |
| 12 | Nigeria (bandiera)     | C     | Mikel                |
| 13 | Nigeria (bandiera)     | A     | Victor Moses         |
| 17 | Belgio (bandiera)      | C     | Eden Hazard          |

| N. |                        | Ruolo | Calciatore        |
| -- | ---------------------- | ----- | ----------------- |
| 19 | Portogallo (bandiera)  | D     | Paulo Ferreira    |
| 21 | Germania (bandiera)    | C     | Marko Marin       |
| 22 | Inghilterra (bandiera) | P     | Ross Turnbull     |
| 23 | Inghilterra (bandiera) | A     | Daniel Sturridge  |
| 24 | Inghilterra (bandiera) | D     | Gary Cahill       |
| 26 | Inghilterra (bandiera) | D     | John Terry        |
| 28 | Spagna (bandiera)      | D     | César Azpilicueta |
| 34 | Inghilterra (bandiera) | D     | Ryan Bertrand     |
| 35 | Brasile (bandiera)     | A     | Lucas Piazón      |
| 40 | Portogallo (bandiera)  | P     | Henrique Hilário  |
| 56 | Inghilterra (bandiera) | C     | George Saville    |

### Monterrey
Allenatore:  Víctor Vucetich
| N. |                    | Ruolo | Calciatore      |
| -- | ------------------ | ----- | --------------- |
| 1  | Messico (bandiera) | P     | Jonathan Orozco |
| 2  | Messico (bandiera) | D     | Severo Meza     |
| 3  | Messico (bandiera) | D     | Leobardo López  |
| 4  | Messico (bandiera) | D     | Ricardo Osorio  |
| 5  | Messico (bandiera) | D     | Darvin Chávez   |
| 6  | Messico (bandiera) | D     | Héctor Morales  |
| 7  | Messico (bandiera) | C     | Édgar Solís     |
| 8  | Messico (bandiera) | C     | Gerardo Moreno  |
| 9  | Messico (bandiera) | A     | Aldo de Nigris  |
| 10 | Messico (bandiera) | A     | Luis Madrigal   |
| 11 | Ecuador (bandiera) | D     | Walter Ayoví    |
| 12 | Messico (bandiera) | P     | Alejandro Dautt |

| N. |                      | Ruolo | Calciatore                    |
| -- | -------------------- | ----- | ----------------------------- |
| 13 | Messico (bandiera)   | A     | Abraham Carreño               |
| 14 | Messico (bandiera)   | C     | Jesús Manuel Corona           |
| 15 | Argentina (bandiera) | D     | José María Basanta (capitano) |
| 18 | Argentina (bandiera) | C     | Neri Cardozo                  |
| 19 | Argentina (bandiera) | A     | César Delgado                 |
| 20 | Messico (bandiera)   | D     | Óscar Sebastián García        |
| 21 | Messico (bandiera)   | D     | Hiram Mier                    |
| 23 | Messico (bandiera)   | P     | Juan de Dios Ibarra           |
| 24 | Messico (bandiera)   | D     | Sergio Pérez                  |
| 26 | Cile (bandiera)      | A     | Humberto Suazo                |
| 59 | Messico (bandiera)   | A     | Salvador Jasso                |

### Corinthians
Allenatore:  Tite
| N. |                      | Ruolo | Calciatore            |
| -- | -------------------- | ----- | --------------------- |
| 1  | Brasile (bandiera)   | P     | Júlio César           |
| 2  | Brasile (bandiera)   | D     | Alessandro (capitano) |
| 3  | Brasile (bandiera)   | D     | Chicão                |
| 4  | Brasile (bandiera)   | D     | Wallace               |
| 5  | Brasile (bandiera)   | C     | Ralf                  |
| 6  | Brasile (bandiera)   | D     | Fábio Santos          |
| 7  | Argentina (bandiera) | A     | Juan Manuel Martínez  |
| 8  | Brasile (bandiera)   | C     | Paulinho              |
| 9  | Perù (bandiera)      | A     | Paolo Guerrero        |
| 10 | Brasile (bandiera)   | C     | Douglas               |
| 11 | Qatar (bandiera)     | A     | Emerson               |
| 12 | Brasile (bandiera)   | P     | Cássio                |

| N. |                    | Ruolo | Calciatore        |
| -- | ------------------ | ----- | ----------------- |
| 13 | Brasile (bandiera) | D     | Paulo André       |
| 15 | Brasile (bandiera) | D     | Ânderson Polga    |
| 17 | Brasile (bandiera) | C     | Willian Arão      |
| 20 | Brasile (bandiera) | C     | Danilo            |
| 21 | Brasile (bandiera) | C     | Edenílson         |
| 22 | Brasile (bandiera) | P     | Danilo Fernandes  |
| 23 | Brasile (bandiera) | A     | Jorge Henrique    |
| 26 | Brasile (bandiera) | D     | Guilherme Andrade |
| 28 | Brasile (bandiera) | D     | Felipe            |
| 29 | Brasile (bandiera) | C     | Giovanni          |
| 31 | Brasile (bandiera) | A     | Romarinho         |

### Sanfrecce Hiroshima
Allenatore:  Hajime Moriyasu
| N. |                          | Ruolo | Calciatore             |
| -- | ------------------------ | ----- | ---------------------- |
| 1  | Giappone (bandiera)      | P     | Shūsaku Nishikawa      |
| 2  | Corea del Sud (bandiera) | D     | Hwang Seok-Ho          |
| 4  | Giappone (bandiera)      | D     | Hiroki Mizumoto        |
| 5  | Giappone (bandiera)      | D     | Kazuhiko Chiba         |
| 6  | Giappone (bandiera)      | C     | Toshihiro Aoyama       |
| 7  | Giappone (bandiera)      | C     | Kōji Morisaki          |
| 8  | Giappone (bandiera)      | C     | Kazuyuki Morisaki      |
| 9  | Giappone (bandiera)      | A     | Naoki Ishihara         |
| 11 | Giappone (bandiera)      | A     | Hisato Satō (capitano) |
| 13 | Giappone (bandiera)      | P     | Takuya Masuda          |
| 14 | Croazia (bandiera)       | C     | Mihael Mikić           |
| 15 | Giappone (bandiera)      | C     | Yōjirō Takahagi        |

| N. |                     | Ruolo | Calciatore        |
| -- | ------------------- | ----- | ----------------- |
| 16 | Giappone (bandiera) | C     | Satoru Yamagishi  |
| 18 | Giappone (bandiera) | A     | Ryūichi Hirashige |
| 20 | Giappone (bandiera) | C     | Hironori Ishikawa |
| 21 | Giappone (bandiera) | P     | Yutaro Hara       |
| 22 | Giappone (bandiera) | D     | Tsubasa Yokotake  |
| 24 | Giappone (bandiera) | D     | Ryōta Moriwaki    |
| 25 | Giappone (bandiera) | A     | Junya Osaki       |
| 27 | Giappone (bandiera) | C     | Kohei Shimizu     |
| 30 | Giappone (bandiera) | D     | Shinji Tsujio     |
| 33 | Giappone (bandiera) | D     | Tsukasa Shiotani  |
| 35 | Giappone (bandiera) | C     | Koji Nakajima     |

### Ulsan Hyundai
Allenatore:  Kim Ho-Gon
| N. |                          | Ruolo | Calciatore              |
| -- | ------------------------ | ----- | ----------------------- |
| 1  | Corea del Sud (bandiera) | P     | Kim Young-Kwang         |
| 2  | Corea del Sud (bandiera) | D     | Lee Yong                |
| 3  | Corea del Sud (bandiera) | D     | Lee Jae-Seong           |
| 5  | Corea del Sud (bandiera) | D     | Kwak Tae-Hwi (capitano) |
| 7  | Corea del Sud (bandiera) | C     | Ko Chang-Hyun           |
| 8  | Corea del Sud (bandiera) | C     | Lee Ho                  |
| 9  | Corea del Sud (bandiera) | A     | Kim Shin-Wook           |
| 10 | Brasile (bandiera)       | A     | Maranhão                |
| 11 | Corea del Sud (bandiera) | A     | Lee Keun-ho             |
| 13 | Corea del Sud (bandiera) | C     | Kim Seung-Yong          |
| 14 | Corea del Sud (bandiera) | C     | Kim Young-Sam           |
| 15 | Corea del Sud (bandiera) | C     | Kim Dong-Suk            |

| N. |                          | Ruolo | Calciatore           |
| -- | ------------------------ | ----- | -------------------- |
| 17 | Corea del Sud (bandiera) | C     | Go Seul-Ki           |
| 18 | Corea del Sud (bandiera) | P     | Kim Seung-Gyu        |
| 19 | Brasile (bandiera)       | A     | Rafinha              |
| 20 | Colombia (bandiera)      | C     | Julián Estiven Vélez |
| 21 | Corea del Sud (bandiera) | A     | Lee Seung-Yeoul      |
| 22 | Corea del Sud (bandiera) | D     | Choi Bo-Kyung        |
| 24 | Corea del Sud (bandiera) | D     | Rim Chang-Woo        |
| 25 | Corea del Sud (bandiera) | C     | Choi Jin-Soo         |
| 27 | Corea del Sud (bandiera) | D     | Kang Jin-Wook        |
| 28 | Corea del Sud (bandiera) | C     | Kim Yong-Tae         |
| 31 | Corea del Sud (bandiera) | P     | Chun Hong-Suk        |